# 16차 MSL 서바이버 토너먼트

## 리그기간
- 2008년 12월 4일 ~ 2009년 1월 3일

## 진출자
- 오프라인 예선전 : 2008년 11월 27일

| 1조    | 2조    | 3조    | 4조    | 5조    | 6조    | 7조    | 8조    | 9조    | 10조   | 11조   | 12조   |
| ------ | ------ | ------ | ------ | ------ | ------ | ------ | ------ | ------ | ------ | ------ | ------ |
| 김윤중 | 박찬수 | 박성준 | 조병세 | 김준영 | 이재호 | 박태민 | 전상욱 | 전태양 | 이경민 | 차명환 | 한상봉 |
| 13조   | 14조   | 15조   | 16조   | 17조   | 18조   | 19조   | 20조   | 21조   | 22조   | 23조   | 24조   |
| 김윤환 | 김재춘 | 박재혁 | 신노열 | 김현우 | 박문기 | 서기수 | 박상우 | 김동현 | 김민제 | 김재훈 | 조일장 |

## 서바이버 토너먼트
| 조   | 1경기  | 1경기  | 2경기  | 2경기  | 승자전 | 승자전 | 패자전 | 패자전 | 최종전 | 최종전 |
| 1조  | 박지수 | 김재춘 | 권오혁 | 박성준 | 박지수 | 권오혁 | 김재춘 | 박성준 | 박지수 | 김재춘 |
| 2조  | 이영호 | 이경민 | 이학주 | 김준영 | 이경민 | 김준영 | 이영호 | 이학주 | 김준영 | 이영호 |
| 3조  | 박영민 | 전태양 | 김창희 | 김동현 | 전태양 | 김창희 | 박영민 | 김동현 | 전태양 | 박영민 |
| 4조  | 진영수 | 박문기 | 한동훈 | 전상욱 | 박문기 | 한동훈 | 진영수 | 전상욱 | 한동훈 | 진영수 |
| 5조  | 염보성 | 김윤중 | 신희승 | 차명환 | 염보성 | 신희승 | 김윤중 | 차명환 | 신희승 | 차명환 |
| 6조  | 주현준 | 박찬수 | 김명운 | 박상우 | 박찬수 | 김명운 | 주현준 | 박상우 | 김명운 | 주현준 |
| 7조  | 김동건 | 김윤환 | 마재윤 | 서기수 | 김동건 | 마재윤 | 김윤환 | 서기수 | 마재윤 | 김윤환 |
| 8조  | 변형태 | 김현우 | 민찬기 | 신노열 | 변형태 | 민찬기 | 김현우 | 신노열 | 변형태 | 신노열 |
| 9조  | 신상문 | 조일장 | 손찬웅 | 박태민 | 신상문 | 박태민 | 조일장 | 손찬웅 | 박태민 | 조일장 |
| 10조 | 문성진 | 김민제 | 정명훈 | 한상봉 | 문성진 | 정명훈 | 김민제 | 한상봉 | 문성진 | 한상봉 |
| 11조 | 이제동 | 조병세 | 고인규 | 김재훈 | 이제동 | 고인규 | 조병세 | 김재훈 | 이제동 | 조병세 |
| 12조 | 박재영 | 이재호 | 손주흥 | 박재혁 | 박재영 | 박재혁 | 이재호 | 손주흥 | 박재영 | 이재호 |

## MSL 진출자 목록
- 테란 : 박지수, 이영호, 김창희, 진영수, 염보성, 신희승, 김동건, 민찬기, 변형태, 신상문, 정명훈, 고인규
- 저그 : 박문기, 박찬수, 김명운, 마재윤, 조일장, 한상봉, 이제동, 박재혁
- 프로토스 : 권오혁, 이경민, 박영민, 박재영